# Berserk and the Band of the Hawk
Berserk and the Band of the Hawk, noto in Giappone come Berserk Musō' (ベルセルク無双?, Beruseruku Musō), è un gioco musō sviluppato da Omega Force e pubblicato da Koei Tecmo per PlayStation 3, PlayStation 4, PlayStation Vita e Microsoft Windows.
Berserk and the Band of the Hawk mescola il gameplay hack and slash della serie di videogiochi Dynasty Warriors di Koei Tecmo, con l'ambientazione ei personaggi della serie manga Berserk di Kentarō Miura.
È stato pubblicato per PlayStation 4 e PlayStation Vita, così come PlayStation 3 in Giappone il 27 ottobre 2016, ed è stato distribuito per Microsoft Windows, PlayStation 4 e PlayStation Vita a livello internazionale nel febbraio 2017. 

## Trama
Il gioco segue la storia della serie manga, iniziando con il Golden Age Arc e terminando con l'Hawk of the Millennium Empire Arc.

## Sviluppo
Berserk and the Band of the Hawk è stato rivelato per la prima volta in un breve video promozionale di Koei Tecmo il 12 giugno 2016, prima dell'Electronic Entertainment Expo 2016 . È stata confermata una versione per PlayStation 4, PlayStation Vita, così come PlayStation 3 in Giappone e Microsoft Windows nei territori occidentali. Una settimana dopo, il 20 giugno, è stato inviato un volantino in Giappone, che ha confermato l'uscita del 21 settembre nel Paese. In un'intervista, il produttore Hisashi Koinuma ha assicurato ai fan che il team mira a un punteggio CERO D per il gioco in Giappone e farà di tutto per evitare un punteggio CERO Z. La classificazione Z è l'equivalente del rating "Adults Only" del consiglio nordamericano ESRB. Il 15 luglio 2016, Koei Tecmo ha rivelato che la versione occidentale del gioco sarebbe stata rilasciata nell'autunno 2016. Tuttavia, quando è stato rivelato il nome localizzato ufficiale del gioco, Koei Tecmo ha annunciato nuove date di rilascio, il 21 febbraio 2017 per il Nord America e il 24 febbraio 2017 per l'Europa. Il 1º dicembre 2016, Koei Tecmo America ha rivelato la sua Endless Eclipse Mode, un nuovo dettaglio per le meccaniche di battaglia e gli armamenti alternativi.
In Giappone, le copie in preordine includevano un costume da bagno per Casca per il gioco.
In Nord America, le copie preordinate del gioco includevano codici per i costumi DLC. Il gioco supporta PS4 Pro che punta a 60 fps in 1080p.

## Accoglienza
| Testata                          | Versione         | Giudizio |
| -------------------------------- | ---------------- | -------- |
| Metacritic (media al 11-02-2021) | PS4              | 66/100   |
| Metacritic (media al 11-02-2021) | PC               | 54/100   |
| Destructoid                      | PS4              | 8/10     |
| Famitsū                          | PS3, PS4, PSVita | 35/40    |
| GameSpot                         | PS4, PSVita, PC  | 5/10     |
| IGN                              | PS4              | 6.3/10   |

Secondo l'aggregatore di recensioni di videogiochi Metacritic, Berserk and the Band of the Hawk ha ricevuto recensioni "miste o medie". 
Destructoid gli ha assegnato un punteggio di 8 su 10, affermando: "Vedere la storia continuare oltre l'età dell'oro è sufficiente per condurre un appassionato all'acquisto. Altrimenti, attendi che il prezzo corrisponda a quello che viene offerto". 
I recensori di Famitsū gli hanno assegnato punteggi di 9, 9, 9 e 8 su dieci, per un totale di 35/40. 
GameSpot gli ha assegnato un punteggio di 5 su 10, lodando la sua modalità storia ma criticando le sue modalità secondarie. 
IGN ha assegnato un punteggio di 6,3 su 10, dicendo "Berserk si adatta bene allo stampo Dynasty Warriors in Band of the Hawk, ma il combattimento troppo facile diventa ancora molto ripetitivo".